# 後藤佑季
後藤 佑季（ごとう ゆうき、1996年7月30日 - ）は、NHKのアナウンサー。正式入局以前にも同局契約職でパラリンピック放送リポーターを務めた。

## 人物・来歴
岐阜県岐阜市出身。2歳半の時に、先天性の聴覚障害であるペンドレッド症候群 (Pendred syndrome) による感音性難聴であることが判明し、以来補聴器を装用して幼児期を生活する。当時は難聴幼児通園施設の「みやこ園」（岐阜市）に通園した。
両親の意向で小学校から普通学級で教育を受ける。小学校低学年の頃に障害の程度が重度へ進行し、9歳で人工内耳の手術を受けて半年間リハビリした。
2017年に慶應義塾大学商学部3年で、NHKが障害者を対象に公募したパラリンピック放送リポーター に応募して選出され、東京2020パラリンピック競技大会の放送でおもにパラ陸上競技の中継を担当し、障害者リポーターとして取材活動に係るICT技術を特集で取り上げた『NHK NEWS おはよう日本』に出演した。
外資系IT企業勤務ののちに、2022年に「第2新卒」で採用試験に合格してアナウンサーとしてNHKに正式入局し、研修を経て初任地の大阪放送局に配属された。関西のパラアスリートや、障害者の生活に関連する事情や問題点などを取材報告した。
2024年パリパラリンピックと2025年東京デフリンピックなど障害者アスリートの国際大会が日本国内外で連続するため、2023年11月の秋期異動第2陣で同期で初めて東京勤務となる。スポーツ系部署に属し、パラアスリートや、自らの経験も踏まえて障害者の生活を改善するICT技術などを取材報告する。

## 嗜好・挿話
- 趣味・特技は、料理、カメラや書道準5段、手話技能検定準2級。陸上（100ｍ走など短距離）、水泳、バドミントンを経験した[3]。岐阜県立岐阜高等学校で陸上部、慶應義塾大学で陸上競技のサークルに所属した[4]。
- 慶應義塾大学商学部を首席で卒業して[3]成績優秀者で表彰される。
- 聴覚障害から味覚と嗅覚が過敏で、味付けが強い料理が不得手である。大阪局勤務時に、自らが「まあるい味」と表現した素材や出汁の旨味を生かした料理を習得した[注釈 2][12]。

## 現在の担当番組
- やさしいことばニュース（金曜キャスター：2025年4月 - ）[13]

このほか、『NHK NEWS おはよう日本』などでパラアスリートの活躍などを取材報告し、障害者の生活を支えるICTに関する取材・情報発信する。

## 過去の担当番組

### 大阪放送局時代（2022年度 - 2023年10月）
- ニュース きん5時（2023年8月25日） - 石橋亜紗の代理キャスター
- 関西のニュース（不定期）
- ニュース845～関西のニュースと気象情報～（不定期）